# Honnør Oku-ike
Honnør Oku-ike är en sjö i Antarktis. Den ligger i Östantarktis. Norge gör anspråk på området. Honnør Oku-ike ligger 252 meter över havet.
I övrigt finns följande vid Honnør Oku-ike:
- Honnør Oku-iwa (en kulle)